# Лузер Тверскі
Лузер Тверскі (англ. Luzer Twersky; нар. 26 липня 1985) — американський актор кіно і телебачення. Він найбільш відомий своєю роллю у фільмі «Фелікс і Мейра», за яку він отримав номінацію на премію Jutra як найкращий актор другого плану на 18-й церемонії вручення премії Jutra і отримав нагороду за найкращу чоловічу роль на Міжнародному кінофестивалі в Ам'єні та Туринський міжнародний кінофестиваль.
Народився і виріс у Брукліні як єврей-хасид, Тверскі покинув громаду у 2008 році після боротьби зі своєю вірою. Пізніше він познайомився з модельєром Дунканом Квінном, став моделлю та менеджером з роздрібної торгівлі в магазині Квінна в Лос-Анджелесі, поки не зіграє свою першу акторську роль у 2010 році. У 2012 році він отримав свою першу головну роль у фільмі «Де Джоел Баум?».
У 2015 році він також мав повторювану роль у телесеріалі Transparent. Він з'явився у другому сезоні шоу HBO High Maintenance.
У вересні 2017 року він з'явився як один із головних героїв документального фільму Netflix «One of Us», де режисери Гайді Юінг і Рейчел Грейді спостерігають за ним через роки після того, як він залишив свою хасидську громаду в Брукліні, Нью-Йорк, і про те, як він справляється з остракізмом.
У 2023 році Лузер Тверскі зіграв роль засновника хасидизму, праведника Баал Шема Това (скорочено «Бешта») в українському фільмі режисера Олеся Саніна «Довбуш».
Тверскі є двоюрідним братом рабина та трансгендерної активістки Еббі Стайн.
Тверскі згадується в книзі Пенна Джиллетта «Боже, ні!».